# Boko Haram
Boko Haram (în limba hausa - „învățătura occidentală e un sacrilegiu”), având ca nume oficial: „Grupul Poporului Sunnei pentru Predică și Război Sfânt, în limba arabă: Djama'at Ahl as-Sunna lid-Da'wah Wa-l-Djihad جماعة أهل السنة للدعوة والجهاد, devenit în 2015 Provincia Sudanului de Vest  - Wilāyat al Sūdān al Gharbī -  ولاية السودان  الغربي   sau Provincia Vest- Africană a Statului Islamic ISWAP ) este o grupare islamistă din nordul Nigeriei, cu caracter terorist, vestită pentru cruzimea membrilor acesteia și care militează pentru introducerea legii Șaria în întreaga țară și interzicerea culturii occidentale.
S-a născut ca o dizidență din gruparea extremistă Ansaru, apropiată de filialele Al Qaeda din Maghreb.
Poartă strânse legături cu gruparea Taliban, localnicii chiar numindu-i talibani pe membrii Boko Haram.
Același tip de relații îl menține și cu gruparea Ash-Shabab din Somalia.
Numele organizației evocă lupta contra influenței culturii occidentale: „Boko” ,cuvânt în limba hausa (însemnând „fals” sau „mincinos”, legat de unii de  cuvântul englezul „books” - „cărți”) aplicat alfabetului latin și învățământului modern, neislamic,  și „haram” - adică „păcat" sau „sacrilegiu”.
Conform Amnesty International, cel mai mare masacru comis de această grupare este cel din masacrul de la Baga din 2015, când au căzut victimă peste 2.000 de persoane.
Organizația a apărut în anul 1970, fiind fondată și condusă de Ustaz Muhammad Yussuf. După moartea acestuia în 2009 într-o ciocnire cu forțele de poliție, conducerea organizației a fost preluată de discipolul și adjunctul acestuia, Abubakar Shekau.
În acel an, în iulie 2009 organizația a lansat atacuri asupra unor biserici și a unor stații de poliție din statul Bauchi din nordul Nigeriei.
În mai 2014 organizația a fost trecută de Consiliul de Securitate al ONU pe lista organizațiilor teroriste.
În martie 2015 jurând credință califului „Statului islamic din Irak și Levant” (Daash), Boko Haram a adoptat numele de „Provincia Vest-Africană a Statului Islamic”.